# Carmina Virgili
Carmina Virgili ou Carmina Virgili i Rodon, né le 19 juin 1927 à Barcelone et morte le 21 novembre 2014 dans la même ville, est une géologue, professeure d'université et femme politique espagnole.

## Biographie
Carmina Virgili est née à Barcelone le 19 juin 1927. Cadette d'une famille de deux filles, ses parents, Guillem Virgili et Carme Rodón Pelegri, parlent catalan à la maison. À l'époque, ils sont obligés de parler la langue espagnole à l'extérieur. Carmina Virgili est très proche de sa mère tout au long de sa vie. Cette dernière, pharmacienne, enseigne parfois à l'école de l'agriculture. Au cours de la Guerre civile espagnole, la famille vit à Igualada, dans la province de Barcelone.
Carmina Virgili entre à l'université de Barcelone, où elle a pour mentor le géographe Salvador Llovet. Après avoir obtenu un diplôme spécialisé en sciences naturelles, en 1949, elle enseigne dans les écoles de la région catalane de Vallès. En même temps qu'elle enseigne, elle co-écrit un manuel d'introduction pour les sciences naturelles. Ce livre est un succès et est réédité à plusieurs reprises.
En août 1953, l'université de Barcelone crée un diplôme spécialisé en géologie, lequel est séparé des sciences naturelles. Carmina Virgili rejoint alors le département.
Elle obtient son doctorat en géologie en 1956, à l'université de Barcelone. En 1963, elle devient la première femme à être professeur à l'université d'Oviedo. De plus, elle est la troisième femme de toute l'Espagne à devenir professeure. Elle est aussi la première doyenne, en 1977.
De 1982 à 1985, elle est secrétaire d’État attachée aux Universités et à la Recherche en Espagne. De 1996 à 2000, elle est la sénatrice représentante de Barcelone, sous l'étiquette du Parti des socialistes de Catalogne.
En 2008, elle reçoit un doctorat honorifique de l'université de Gérone. Au cours de sa carrière, elle écrit plus de 100 publications et elle reçoit de nombreuses distinctions, dont la Légion d'Honneur, la Croix de Saint-Georges, et la Médaille d'or de l'université de Barcelone en 2011.
Carmina Virgili, est morte à Barcelone le 21 novembre 2014. Célibataire, sans enfant, elle lègue son corps à la science.